# Inaldo de Lyra Neves-Manta
Inaldo de Lyra Neves-Manta (Jaboatão dos Guararapes, 3 de setembro de 1903 – 11 de janeiro de 2000) foi um médico brasileiro.
Especialista em Neurologia, Psiquiatria e Medicina Legal, com atuação profissional no Rio de Janeiro.
Foi presidente da Academia Nacional de Medicina de 1963 a 1965 e de 1967 a 1969. Tornou-se emérito em 1984.